# Batken
Batken es una pequeña localidad y capital del óblast de Batken, situada en el suroeste de Kirguistán, en la parte sur del valle de Fergana.

## Historia
Batken se convirtió en la sede administrativa del más reciente de los siete óblasts de Kirguistán, creado a partir de los tres raions más occidentales del antiguo óblast de Osh en 1999, tras surgir la preocupación por la actividad de islamistas radicales en Tayikistán y Uzbekistán, que condujo a demandas de más presencia visible del gobierno en esta región remota y montañosa. Existe un pequeño aeropuerto y, desde el año 2000, una universidad.

## Geografía
La provincia de Batken contiene varios enclaves que pertenecen a Uzbekistán y Tayikistán. Estos enclaves fueron creados por Stalin en el retrazado de mapas que llevó a cabo durante la década de 1930; este hecho ocasiona problemas para el movimiento de personas y mercancías dentro del óblast.